# Saison 1945-1946 du Stade Olympique Montpelliérain
Chronologie
Saison précédente Saison suivante
La saison 1945-1946 du SO Montpelliérain a vu le club évoluer en Division 2 pour la première fois après la fin de la Seconde Guerre mondiale.
Le club héraultais va connaître une bonne saison, terminant à la 1re place du groupe Sud, synonyme de montée en Division 1.
En Coupe de France, les somistes vont chuter dès les seizièmes de finale, contre le FC Sochaux-Montbéliard.

## Joueurs et staff

### Transferts
| Été 1945       |             |                     |                        |            |
| Nom            | Nationalité | Transfert           | Provenance/Destination | Division   |
| Arrivées       |             |                     |                        |            |
| Aimé Brusset   | France      | Premier contrat pro |                        |            |
| Hervé Mirouze  | France      | Premier contrat pro |                        |            |
| André Champel  | France      | Premier contrat pro |                        |            |
| Hippolyte Brun | France      | Premier contrat pro |                        |            |
| Jean Miramond  | France      | Transfert           | FC Sète                | Division 1 |
| Louis Favre    | France      | Premier contrat pro |                        |            |
| Départs        |             |                     |                        |            |
| Henri Fontaine | France      | Transfert           | Olympique de Marseille | Division 1 |

| Changement d'entraineur (1er juillet 1948) |             |           |                        |          |
| Nom                                        | Nationalité | Transfert | Provenance/Destination | Division |
| Arrivées                                   |             |           |                        |          |
| Gabriel Bénézech                           | France      |           |                        |          |

## Rencontres de la saison

### Division 2
| Tour             | Adversaire                        | Lieu | Résultat |
| Journée inconnue | Olympique d'Alès                  | Dom. | 0-1      |
| Journée inconnue | Olympique d'Antibes/Juan les Pins | Ext. | 5-2      |
| Journée inconnue | AS avignonnaise                   | Dom. | 5-2      |
| Journée inconnue | AS Béziers                        | Ext. | 2-1      |
| Journée inconnue | ESA briviste                      | Dom. | 3-0      |
| Journée inconnue | Stade Clermontois                 | Ext. | 2-0      |
| Journée inconnue | FC Grenoble                       | Dom. | 1-0      |
| Journée inconnue | OGC Nice                          | Ext. | 2-2      |
| Journée inconnue | Nîmes Olympique                   | Dom. | 4-2      |
| Journée inconnue | USA Perpignan                     | Ext. | 2-1      |
| Journée inconnue | Sporting Toulon                   | Dom. | 3-0      |
| Journée inconnue | Toulouse FC                       | Ext. | 0-1      |
| Journée inconnue | RC Vichy                          | Dom. | 3-0      |
| Journée inconnue | Olympique d'Alès                  | Ext. | 2-0      |
| Journée inconnue | Olympique d'Antibes/Juan les Pins | Dom. | 2-1      |
| Journée inconnue | AS avignonnaise                   | Ext. | 1-0      |
| Journée inconnue | AS Béziers                        | Dom. | 5-0      |
| Journée inconnue | ESA briviste                      | Ext. | 4-0      |
| Journée inconnue | Stade Clermontois                 | Dom. | 4-2      |
| Journée inconnue | FC Grenoble                       | Ext. | 0-1      |
| Journée inconnue | OGC Nice                          | Dom. | 0-1      |
| Journée inconnue | Nîmes Olympique                   | Ext. | 0-0      |
| Journée inconnue | USA Perpignan                     | Dom. | 6-1      |
| Journée inconnue | Sporting Toulon                   | Ext. | 2-0      |
| Journée inconnue | Toulouse FC                       | Dom. | 1-1      |
| Journée inconnue | RC Vichy                          | Ext. | 2-1      |

### Coupe de France
| Tour            | Adversaire                          | Lieu      | Résultat |
| 1/32e de finale | Hyères FC (Division inconnue)       | Dom.      | 4-1      |
| 1/16e de finale | FC Sochaux-Montbéliard (Division 1) | Marseille | 0-1      |

## Statistiques

### Statistiques collectives
| Compétition     | Débute au tour  | Place ou tour final | Matches joués | Gagnés | Nuls | Perdus | Buts pour | Buts contre | Différence |
| Division 2      | -               | 1re                 | 26            | 20     | 2    | 4      | 64        | 21          | +43        |
| Coupe de France | 1/32e de finale | 1/16e de finale     | 2             | 1      | 0    | 1      | 4         | 2           | +2         |
| Total           | -               | -                   | 28            | 21     | 2    | 5      | 68        | 23          | +45        |